# Wzburzone morze z okrętami (obraz Simona de Vliegera)
Wzburzone morze z okrętami – powstały około 1630 obraz o tematyce marynistycznej, autorstwa holenderskiego malarza Simona de Vliegera.

## Historia
Przed II wojną światową obraz znajdował się w warszawskiej kolekcji Benedykta Tyszkiewicza. Fotografia dzieła, wykonana przez konserwatora Bohdana Marconiego, zachowała się w archiwum Narodowego Instytutu Dziedzictwa. Pejzaż pędzla Simona de Vliegera zrabował podczas II wojny światowej szef wydziału propagandy Generalnego Gubernatorstwa Wilhelm Ohlenbusch i wywiózł do Oldenburga koło Hamburga. W 1953 fotografia obrazu została opublikowana w anglojęzycznym katalogu strat wojennych Catalogue of Paintings Removed from Poland by the German Occupation Authorities During the Years 1939-1945, t.1, Foreign Paintings. Obraz zarejestrowano w bazie danych dóbr kultury utraconych Ministerstwa Kultury i Dziedzictwa Narodowego pod numerem 38257 oraz w bazie Interpolu. W 2000 został również zaprezentowany w katalogu Straty wojenne. Malarstwo obce. W 2016 pejzaż pojawił się w ofercie antykwarycznej niemieckiego domu aukcyjnego. Brytyjska firma The Art Loss Register zwróciła się do Ministerstwa Kultury i Dziedzictwa Narodowego o weryfikację malowidła. Po tym, jak strona polska dostarczyła wiarygodną dokumentację na jego temat, obraz został zdjęty z aukcji. 
Po nieinwazyjnym zbadaniu lica oraz odwrocia zabytku okazało się, iż jest to rzeczywiście skradziony obraz. Pejzaż został odzyskany i 21 kwietnia 2017 zapisany na rzecz Muzeum Narodowego w Warszawie. Przekazania dokonał minister kultury i dziedzictwa narodowego, prof. Piotr Gliński. Nie jest eksponowany.
Dyrektor Muzeum Narodowego, Agnieszka Morawińska, stwierdziła, że obraz będzie mógł trafić na wystawę po zabiegach konserwatorskich.
Negocjacje ze stroną niemiecką w sprawie tego obrazu i innych zaginionych płócien prowadził prof. Peter Rau.